# Rivne, Mîhailivka
Rivne (în ucraineană Рівне) este un sat în comuna Vîsoke din raionul Mîhailivka, regiunea Zaporijjea, Ucraina.

## Demografie
Componența lingvistică a localității Rivne
     Ucraineană (81,67%)
     Rusă (18,33%)
Conform recensământului din 2001, majoritatea populației localității Rivne era vorbitoare de ucraineană (81,67%), existând în minoritate și vorbitori de rusă (18,33%).